# Leptepilepta caudata
Leptepilepta caudata är en fjärilsart som beskrevs av Collenette 1897. Leptepilepta caudata ingår i släktet Leptepilepta och familjen tofsspinnare. Inga underarter finns listade i Catalogue of Life.